# Hak (zespół muzyczny)
Hak – polski zespół rockowy założony w 1982 roku w Niemodlinie przez Pawła Kukiza i Jarosława Lacha. Grupa podczas festiwalu w Jarocinie w 1983 roku zdobyła nagrodę Złotego Kameleona.
Największym przebojem Haka był utwór Ołowiane głowy, który razem z piosenką Dwanaście sekund był notowany na Liście przebojów Programu Trzeciego.
Menedżerem zespołu był Tadeusz Pabisiak.
W sobotę 3 grudnia 1983 roku grupa wystąpiła na czwartej edycji Festiwalu Muzyki Rockowej - Rockowisko w Łodzi.
Po rozpadzie formacji w 1984 roku Paweł Kukiz i Jarosław Lach, razem z Igorem Czerniawskim, założyli zespół Aya RL.
W 1993 roku została wydana płyta Haka pt. Mała dziewczynka z nagraniami zarejestrowanymi w latach 1982-1983 w studiu Polskiego Radia w Opolu.

## Skład zespołu
- Paweł Kukiz - śpiew, instrumenty klawiszowe
- Jarosław Lach - gitara
- Zdzisław Szatanik - gitara
- Wiesław Lukaniuk - gitara basowa
- Leszek Wojtas - perkusja

Skład Haka stanowili także: Zbigniew Moździerski (Piersi), Rafał Jezierski (Piersi) i Jerzy Kaczanowski (Blues Power), który w 1983 roku wystąpił z zespołem na Festiwalu w Jarocinie.

## Dyskografia
- Mała dziewczynka (1994, Ania Box Music)[3]